# Zimu
Zimu ist die oberste Gottheit in der traditionellen Religion der südafrikanischen Ndebele.
In der Mythologie der Ndebele sandte Zimu den Menschen ein Chamäleon und eine Eidechse, um über Leben und Tod zu berichten. Während das Chamäleon die Nachricht überbringen sollte, die Menschen würden nach dem Tod wiederauferstehen, sollte die Eidechse erzählen, dass der Tod das tatsächliche Ende des Menschen darstelle. Da das Chamäleon aber langsamer war als die Eidechse, erreichte die Nachricht vom endgültigen Tod die Menschen zuerst. Als das Chamäleon schließlich bei den Menschen eintraf, hatten diese die Botschaft der Eidechse bereits akzeptiert.